# Mon enfance
Cet article concerne le film de Memduh Ün. Pour le film de Bill Douglas, voir My Childhood.
Pour plus de détails, voir Fiche technique et Distribution.
Mon enfance (en turc : Zıkkımın Kökü) est un film turc réalisé par Memduh Ün et sorti en 1993. Le film est inspiré du roman de Muzzafer Izgü Zıkkımın Kökü.

## Synopsis
L'enfance, en 1949, d'un petit garçon, issu d'une famille pauvre mais passionné par les études.

## Fiche technique
- Titre original : Zikkimin Kökü
- Réalisation : Memduh Ün
- Genre : Comédie dramatique
- Sortie : 1993

## Distribution
- Emre Akyildiz
- Meriç Basaran
- Günay Girik
- Elif Inci
- Menderes Samancilar